# Dan Armon
Dan Armon (* 1948 in Jerusalem) ist ein israelischer Dichter und Sachverständiger für die Alexander-Technik.

## Biografie
Dan Armon wurde 1948 in Jerusalem geboren. An der Universität von Jerusalem studierte er Theater und Literatur und arbeitete danach an einem Kindertheater in Tel Aviv und für eine Tageszeitung. 1977 veröffentlichte er seinen ersten Gedichtband, und 1978 erhielt er sein Diplom als Lehrer für Alexander-Technik. In dieser Funktion arbeitete er an Schulen der Alexander-Technik und leitete selbst Schulen in Deutschland.

## Werke
- By the Field, 1977
- Nearly Dialogue, 1981
- Duration, 1986
- Footprints, 1989
- A Stone, 1995
- Leaves, 1999

| Personendaten    | Personendaten                                                       |
| ---------------- | ------------------------------------------------------------------- |
| NAME             | Armon, Dan                                                          |
| KURZBESCHREIBUNG | israelischer Dichter und Sachverständiger für die Alexander-Technik |
| GEBURTSDATUM     | 1948                                                                |
| GEBURTSORT       | Jerusalem                                                           |